# تصوف در شمال آفریقا
تصوف در شمال آفریقا کتابی پژوهشی با هدف معرفی جریان بیداری اسلامی در دو کشور مصر و تونس می‌باشد . دردیباچه کتاب آمده است انگیزه اصلی تولید این اثرآشنایی دقیق تر با جایگاه تاریخی ومعاصر تصوف در شمال آفریقا و شناسایی مهمترین مؤلفه‌های فرهنگی تاریخی آن است.
در این کتاب کوشش شده تامخاطبان با مطالعه این مقالات با اشراف علمی بیشتری به تحلیل حرکت عظیم بیداری اسلامی در کشورهای تونس ومصر بپردازند.
این اثر اولین بار در بیست و پنجمین نمایشگاه بین‌المللی کتاب تهران عرضه شد.